# Delambre (månkrater)
För andra betydelser, se Delambre.
Delambre är en 51 km stor nedslagskrater på månen. Delambre har fått sitt namn efter den franske astronomen Jean-Baptiste Joseph Delambre.

## Satellitkratrar
| Delambre | Latitud | Longitud | Diameter |
| -------- | ------- | -------- | -------- |
| B        | 1.7° S  | 19.6° Ö  | 10 km    |
| D        | 1.1° S  | 17.6° Ö  | 5 km     |
| F        | 1.0° S  | 19.3° Ö  | 5 km     |
| H        | 1.0° S  | 16.4° Ö  | 16 km    |
| J        | 0.3° S  | 16.8° Ö  | 12 km    |